# Gimcheon Open 2014
Il Gimcheon Open 2014, noto come Adidas International Gimcheon 2014 per motivi di sponsorizzazione, è stato un torneo professionistico maschile di tennis facente parte della categoria ATP Challenger Tour nell'ambito dell'ATP Challenger Tour 2014. È stata la 1ª edizione del torneo che si è giocato a Gimcheon in Corea del Sud dal 5 all'11 maggio 2014 su campi in cemento e aveva un montepremi di 50 000 $.

## Partecipanti singolare

### Teste di serie
| Nazionalità | Giocatore     | Ranking* | Testa di serie |
| ----------- | ------------- | -------- | -------------- |
| Slovacchia  | Lukáš Lacko   | 83       | 1              |
| Stati Uniti | Rajeev Ram    | 128      | 2              |
| Giappone    | Gō Soeda      | 137      | 3              |
| Australia   | Samuel Groth  | 140      | 4              |
| Giappone    | Tatsuma Itō   | 143      | 5              |
| Giappone    | Yūichi Sugita | 154      | 6              |
| Lussemburgo | Gilles Müller | 160      | 7              |
| Giappone    | Hiroki Moriya | 170      | 8              |

- Ranking al 28 aprile.

### Altri partecipanti
Giocatori che hanno ricevuto una wild card:
- Chung Hong
- Chung Hyeon
- Kim Young Seok
- Lim Yong-kyu

Giocatori che sono passati dalle qualificazioni:
- Dimitar Kutrovsky
- Jason Jung
- Chen Ti
- Fritz Wolmarans

Giocatori che hanno ricevuto un entry come special exempt:
- Alex Bolt

Giocatori che hanno ricevuto un entry con un protected ranking:
- John Millman

## Partecipanti doppio

### Teste di serie
| Nazionalità | Giocatore          | Nazionalità | Giocatore          | Ranking* | Testa di serie |
| ----------- | ------------------ | ----------- | ------------------ | -------- | -------------- |
| Australia   | Samuel Groth       | Australia   | Chris Guccione     | 138      | 1              |
| Stati Uniti | Austin Krajicek    | Australia   | John-Patrick Smith | 169      | 2              |
| Thailandia  | Sanchai Ratiwatana | Thailandia  | Sonchat Ratiwatana | 182      | 3              |
| Australia   | Alex Bolt          | Australia   | Andrew Whittington | 210      | 4              |

- Ranking al 28 aprile.

### Altri partecipanti
Coppie che hanno ricevuto una wild card:
- Chung Hyeon /  Nam Ji-sung
- Lim Yong-kyu /  Noh Sang-woo
- Kim Huyn-joon /  Lee Dong-kyu

## Vincitori

### Singolare
Gilles Müller ha battuto in finale  Tatsuma Itō con il punteggio di 7–6(7-5), 5–7, 6–4

### Doppio
Samuel Groth /  Chris Guccione hanno battuto in finale  Austin Krajicek /  John-Patrick Smith con il punteggio di 6(5)–7, 7–5, [10-4]